# جوزيف دي مايستر
جوزيف مايستر (وُلد في أبريل عام 1753، وتوفي 26 فبراير عام 1821)، كان فيلسوفًا وكاتبًا ومحاميًا ودبلوماسيًا من منطقة سافوا، تحدث اللغة الفرنسية، دافع عن التدرج الاجتماعي والملكية في الفترة التي تلت الثورة الفرنسية مباشرة. على الرغم من علاقاته الشخصية والفكرية الوثيقة مع فرنسا فقد كان مايستر أحد رعايا ملك بيدمونت سردينيا طوال حياته، وخدم لديه كعضو في مجلس شيوخ سافوي (1787-1792)، وسفير لدى روسيا (1803-1817)، ووزير الدولة في محكمة تورينو (1817-1821).
يعتبر مايستر شخصية رئيسية في مرحلة التنوير العكسي. رأى النظام الملكي كحق الملوك الإلهي والشكل المستقر الوحيد للحكومة.ودعا إلى استعادة آل بوربون عرش فرنسا، ومنح السلطة الكاملة للبابا في المسائل المعاصرة. ذكر مايستر أن الرفض العقلاني للمسيحية هو المسؤول المباشر عن الاضطرابات وإراقة الدماء التي حدثت بعد الثورة الفرنسية عام 1789.

## سيرته الشخصية
وُلد مايستر في عام 1753 في شامبيري في دوقية سافوي التي كانت في ذلك الوقت جزءًا من مملكة بييمونتي سردينيا التي كان يحكمها آل سافوي. كانت عائلته من أصل فرنسي وإيطالي. جده هو أندريه مايستر، والذي كان والداه فرانشيسكو ومارغريتا مايستر من مقاطعة نيس، كان تاجر قماش الجوخ وعضو مجلس محلي في نيس (تحت حكم آل سافوي). كانت عائلة والدته (ديزموت) من روميلي، وشقيقه الأصغر كزافييه ضابطًا في الجيش وكاتبًا لقصص الخيال الشعبية.
يُعتقد أن مايستر تلقى تعليمه على يد اليسوعيين. أصبح بعد الثورة مدافعًا عن اليسوعيين، وربط روح الثورة بأعداء اليسوعيين التقليديين (الينسينية). تابع خطوات والده بعد إتمام تدريبه في القانون في جامعة تورينو عام 1774 ليصبح سيناتور عام 1787.
كان عضوًا في المحفل التقدمي الإسكتلندي الماسوني في شامبيري منذ 1774 وحتى 1790، وكان في الأصل يميل نحو الإصلاح السياسي في فرنسا، ودعم جهود القضاة في البرلمان لإجبار الملك لويس السادس عشر على توزيع الأملاك العامة. كان مايستر مؤهلًا للانضمام إلى تلك الهيئة بصفته مالكًا للأراضي في فرنسا. ومع ذلك، شعر مايستر بالانزعاج بسبب قرار الدولة بالدمج بين الطبقة الأرستقراطية ورجال الدين وعامة الشعب في هيئة تشريعية واحدة سميت الجمعية الوطنية التأسيسية. رفض بقوة مجرى الأحداث السياسية في فرنسا بعد صدور مراسيم أغسطس في 4 أغسطس عام 1789.
هرب مايستر من شامبيري عندما استولى عليها الجيش الثوري الفرنسي عام 1792، لم يتمكن من تولي أي منصب في البلاط الملكي في تورينو وعاد في العام التالي. لم يستطع دعم النظام الذي سيطر على فرنسا فغادر مرة أخرى إلى لوزان في سويسرا، تحدث عن السياسة واللاهوت في صالون السيدة دي ستال، وبدأ حياته المهنية ككاتب مناهض للثورة.
انتقل مايستر من لوزان إلى البندقية ثم إلى كالياري، إذ كان ملك بييمونتي سردينيا يسيطر على محكمة وحكومة المملكة بعد أن استولت الجيوش الفرنسية على تورينو في عام 1798. لم تكن علاقات مايستر مع المحكمة في كالياري جيدة على الدوام. أُرسل في عام 1802 إلى سانت بطرسبرغ في روسيا كسفير لدى القيصر ألكسندر الأول. كانت مسؤولياته الدبلوماسية قليلة وأصبح شخصًا محبوبًا في الأوساط الأرستقراطية، إذ أقنع بعض أصدقائه بالتغيير إلى الكاثوليكية الرومانية، وكتب أعماله الأكثر شهرة في الفلسفة السياسية.

## فلسفته السياسية والأخلاقية
ادعى مايستر في كتابه الذي حمل عنوان اعتبارات حول فرنسا عام 1797 أن فرنسا تحمل مهمة إلهية باعتبارها الأداة الرئيسية للخير والشر على الأرض. فسر ثورة 1789 على أنها حدث استفزازي قامت به الملكية والأرستقراطية والحكم الأترافي عمومًا لتشجيع العقائد الإلحادية لفلاسفة القرن الثامن عشر بدلًا من توجيه تأثير الحضارة الفرنسية لصالح البشرية. وقال إن جرائم عهد الإرهاب كانت النتيجة المنطقية كعقوبة إلهية للفكر المستنير.
ذكر مايستر في كتابه القصير، الذي حمل عنوان (مقال حول المبدأ العام للدساتير السياسية والمؤسسات) لعام 1809، أن الدساتير ليست نتاجًا للعقل البشري بل آتية من الله الذي يطور الناس ببطء. نشر ترجمته الفرنسية لأطروحة فلوطرخس حول تأخير العدالة الإلهية في معاقبة المذنبين في عام 1816، ونشر بعده كتابًا (عن البابا) في عام 1819 وهو استعراض شامل لمفهومه الاستبدادي عن السياسة.
رأى مايستر أن أي محاولة لدعم حكومة على أسس عقلانية لن تؤدي إلا لنقاشات لانهائية حول شرعية أي حكومة قائمة ومدى ملاءمتها، وسيؤدي هذا بدوره إلى العنف والفوضى. وكنتيجة لذلك قال مايستر إن شرعية الحكومة يجب أن تكون مبنية على أسس مفروضة غير منطقية لا يسمح للشعب بالتشكيك فيها. استمر مايستر بالقول إن السلطة في السياسة يجب أن تنبع من الدين وإن هذه السلطة الدينية في أوروبا يجب أن تكون بيد البابا.
ما ورد في كتابات مايستر لم يكن دفاعًا عن السلطة الملكية والدينية في حد ذاتها، بل كان رأيه المتعلق بالحاجة العملية للسلطة المطلقة عندما تكون بيد شخص قادر على اتخاذ قرار حاسم وتحليل الأسس الاجتماعية لتحقيق شرعية السلطة. قال كلماته الخاصة التي وجهها إلى مجموعة من المهاجرين الفرنسيين الأرستقراطيين: «يجب أن تعرف كيف تكون ملكًا. كانت في السابق غريزة لكنها اليوم علم. يجب أن تحب السيادة وتحب النظام، مع استخدام جميع قوى الذكاء». تنبئ تحليل مايستر لمشكلة السلطة وشرعيتها ببعض مخاوف علماء الاجتماع الأوائل مثل أوغست كونت وهنري دو سان سيمون.
ترك مايستر كتابين نُشرا بعد وفاته. إنّ كتاب حوارات سانت بطرسبرغ لعام 1821 هو ثيوديسيا على شكل حوار أفلاطوني، ذكر فيه مايستر أن الشر موجود تبعًا للخطة الإلهية، والذي يضحي الابرياء بسببه بالدم، لكي يعود الرجال إلى الله دون ذنوب. يرى مايستر أن ذلك قانون التاريخ الإنساني الذي لا مفر منه. يعتبر كتاب دراسة فلسفة بيكون لعام 1836 نقدًا لفكر فرانسيس بيكون الذي اعتبره مايستر منبع فكر التنوير المدمر.

## سمعته وتأثيره
يُعتبر مايستر عادة أحد مؤسسي سياسة المحافظين الأوروبيين جنبًا إلى جنب مع رجل الدولة الأنجلو-إيرلندي والفيلسوف إدموند بيرك، تراجع مفهوم مايستر الاستبدادي (العرش والقتل) عن المحافظين منذ القرن التاسع عشر الميلادي مقارنة بالفكر الليبرالي المحافظ من بورك. ومع ذلك ضمنت مهارات مايستر ككاتب وعالم جدلي استمرار قراءة كتبه، على سبيل المثال: كتب ماثيو أرنولد أحد النقاد المؤثرين في القرن التاسع عشر ما يلي أثناء مقارنة أسلوب مايستر مع نظيره الأيرلندي:
«جوزيف دي مايستر هو أحد الرجال الذين تتمتع كلمتهم بالحيوية مثل كلمات بورك. لكنه أضعف من بورك في الخيال. ومن ناحية أخرى يتسلسل فكره بترتيب أقرب لفكر بورك وشكل أسرع وأكثر صراحة، ولا يضيف الكثير من الزيادات. بورك كاتب عظيم، لكن استخدام جوزيف دي مايستر للغة الفرنسية أكثر قوة وبراعة من استخدام بورك للإنجليزية. فقد وضح لنا مدى قدرة هذه اللغة الرائعة على شرح المعاني».
تصف الموسوعة الكاثوليكية عام 1910 أسلوبه في الكتابة بأنه «قوي وحيوي ورائع» وأن «حيويته وروح الدعابة لديه يخففان من لهجته الصارمة. يمتلك طرقًا رائعة ودقة عالية في العرض، وكذلك ثقافة واسعة وقوة جدلية» وعلى الرغم من كونه معارض سياسي، لكن ألفونس دو لامارتين أبدى إعجابه بروعة نثره.

## روابط خارجية
- جوزيف دي مايستر على موقع الموسوعة البريطانية (الإنجليزية)
- جوزيف دي مايستر على موقع ديسكوغز (الإنجليزية)